# José Mujica

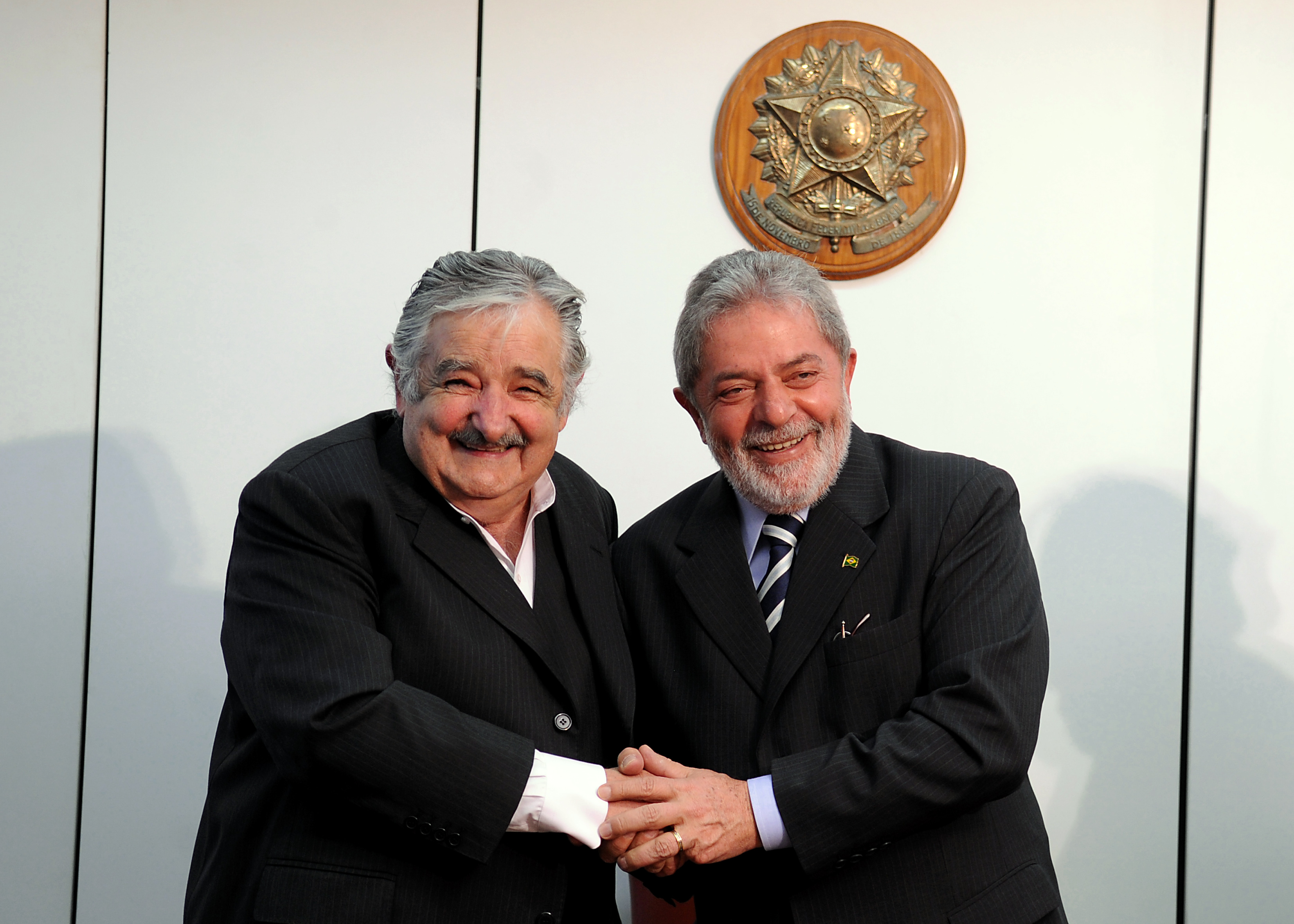
Mujica wspólnie z prezydentem Brazylii Lulą da Silva, sierpień 2009

José Alberto Mujica Cordano, zw. el Pepe (ur. 20 maja 1935 w Montevideo, zm. 13 maja 2025 tamże) – urugwajski polityk, minister rolnictwa w latach 2005–2008. Senator i były deputowany. Zwycięzca wyborów prezydenckich w 2009. Prezydent Urugwaju od 1 marca 2010 do 1 marca 2015. Miał baskijsko-włoskie pochodzenie.

## Życiorys

### Młodość i działalność partyzancka
Urodził się w 1935 w rodzinie rolników na obrzeżach Montevideo. Naukę przerwał jeszcze przed ukończeniem szkoły średniej. W młodości był aktywnym członkiem Partii Narodowej. Z jej szeregów wstąpił następnie do lewicowej organizacji Tupamaros, która w latach 60. i 70. XX w. prowadziła w Urugwaju walkę partyzancką z władzami. Po przewrocie wojskowym w Urugwaju w 1973, został aresztowany i osadzony w więzieniu wojskowym. W sumie w ciągu całego życia spędził w więzieniu ponad 14 lat.
W 1985, po przywróceniu w kraju rządów demokratycznych, został zwolniony z więzienia na mocy powszechnej amnestii dla więźniów politycznych.
Jego żoną od 2005 była Lucía Topolansky, urugwajska senator i była deputowana, którą poznał w latach 70., będąc wraz z nią działaczem Tupamaros.

### Działalność polityczna
W drugiej połowie lat 80. XX w. został członkiem Movimiento de Participación Popular (MPP, Ruch Powszechnego Uczestnictwa), partii politycznej, która stała się największą frakcją lewicowej koalicji Szeroki Front (FA, Frente Amplio).
W 1995 objął fotel deputowanego w Izbie Reprezentantów, a w 1999 został senatorem. W wyborach parlamentarnych z 31 października 2004 uzyskał reelekcję w Senacie. Nie objął jednak urzędu, gdyż 1 marca 2005 prezydent Tabaré Vázquez mianował go ministrem hodowli zwierząt, rolnictwa i rybołówstwa w swoim gabinecie. 3 marca 2008 zrezygnował ze stanowiska ministra i objął w tym samym dniu mandat senatora.
14 grudnia 2008 Mujica został wybrany na jednego z pięciu kandydatów Szerokiego Frontu w prawyborach prezydenckich. W głosowaniu uzyskał największą liczbę głosów. W prawyborach 28 czerwca 2009 zdobył 54,1% głosów poparcia i pokonał swojego głównego rywala Danilo Astoriego, zostając tym samym oficjalnym kandydatem Szerokiego Frontu w wyborach prezydenckich w październiku 2009. 11 lipca 2009 wybrał Astoriego swoim kandydatem na stanowisko wiceprezydenta kraju. Mujica uważany był za faworyta w wyścigu wyborczym. W czasie kampanii zapowiadał kontynuowanie polityki lewicowego rządu prezydenta Vazqueza, który doprowadził do zmniejszenia bezrobocia w kraju o połowę oraz poszerzył prawa mniejszości.
W I turze wyborów prezydenckich 25 października 2009 odniósł zwycięstwo, zdobywając 48% głosów poparcia, przed Luisem Alberto Lacalle, który z wynikiem 29,1% głosów zajął drugie miejsce. Ponieważ nie udało się mu zdobyć ponad 50% głosów, 29 listopada 2009 zmierzył się z nim w II turze wyborów, którą wygrał stosunkiem głosów 52,6% do 43,3%. W czasie kampanii wyborczej porównywał się często z prezydentem Brazylii Luizem Inácio Lula da Silvą i deklarował prowadzenie podobnej centrolewicowej polityki. Zapowiedział również kontynuację polityki prezydenta Tabaré Vázqueza, która doprowadziła do szybkiego wzrostu gospodarczego i znaczącej redukcji bezrobocia w kraju.
Urząd prezydenta Urugwaju objął 1 marca 2010. Został oficjalnie zaprzysiężony w Palacio Legislativo, siedzibie parlamentu. W ceremonii wzięło udział wielu zagranicznych gości, w tym prezydenci Argentyny, Boliwii, Brazylii, Ekwadoru, Kolumbii, Paragwaju, Wenezueli oraz Sekretarz stanu Stanów Zjednoczonych i następca hiszpańskiego tronu. Przy tej okazji wezwał do jedności latynoamerykańskiej. W styczniu 2011 roku przekazał równowartość swojego rocznego wynagrodzenia na cele budownictwa socjalnego (2,5 miliona pesos), z kolei 90% swoich miesięcznych zarobków przeznaczał na cele dobroczynne.

### Choroba i śmierć
Wiosną 2024 roku zdiagnozowano u niego raka przełyku. We wrześniu 2024 roku jego lekarz oznajmił, że radioterapia wyeliminowała większość nowotworu. Jednak w styczniu 2025 roku nastąpił nawrót choroby z przerzutami na wątrobę. Mujica zadecydował o niekontynuowaniu leczenia.
Zmarł 13 maja 2025 w Montevideo. Na wieść o jego śmierci, prezydent Urugwaju Yamandú Orsi w oświadczeniu powiedział że „Dziękujemy za wszystko, co nam dałeś i za twoją głęboką miłość do twojego ludu”, oraz zarządził trzydniową żałobę narodową w dniach 14–16 maja, trzydniową żałobę ogłoszono również w Brazylii, a jednodniową na Kubie. Kondolencje i wyrazy szacunku wyrazili również m.in. prezydent Chile Gabriel Boric, prezydent Meksyku Claudia Sheinbaum, premier Hiszpanii Pedro Sánchez, była prezydent Argentyny Cristina Fernández de Kirchner i były prezydent Boliwii Evo Morales.  Ciało Mujiki zostało później skremowane i pochowane w jego domu pod sekwoją, którą sam zasadził, obok swojej suczki Manueli.

## Ordery i odznaczenia
- Łańcuch Orderu Wyzwoliciela San Martina (Argentyna, 2021)[30]
- Wielki Łańcuch Orderu Krzyża Południa (Brazylia, 2024)[31]
- Krzyż Wielki Klasy Specjalnej Orderu Boyacá (Kolumbia, 2024)[32]
- Wielki Kołnierz Orderu Narodowego San Lorenzo (Kolumbia, 2014)[33]
- Wielki Łańcuch Orderu Narodowego Zasługi (Ekwador, 2014)[34]
- Krzyż Wielki Orderu Francisco Morazána (Honduras, 2025)[35]
- Łańcuch Orderu Orła Azteckiego (Meksyk, 2014)[36]
- Krzyż Wielki Orderu Manuela Amadora Guerrero (Panama, 2017)[37][38]
- Łańcuch Orderu Zasługi (Paragwaj, 2010)[39][40]
- Łańcuch Orderu Słońca Peru (Peru, 2011)[41]
- Order Flagi Republiki Serbskiej II Klasy (Republika Serbska, 2016)[42][43]